# Eric Maxim Choupo-Moting
Eric Maxim Choupo-Moting (Hamburgo, 23 de março de 1989), é um futebolista camaronês nascido na Alemanha que atua como Atacante. Atualmente está no New York Red Bulls.

## Carreira
Choupo-Moting começou sua carreira no Hamburgo SV, fazendo sua estreia na Bundesliga em agosto de 2007. Ele passou a temporada 2009-10 emprestado ao 1. FC Nürnberg e em agosto de 2011 ingressou no 1. FSV Mainz 05. Depois de três temporadas no Mainz, ele foi para o Schalke 04 em agosto de 2014. Tornou-se titular regular do clube de Gelsenkirchen e fez mais de 80 partidas antes de ingressar no Stoke City, da Premier League , em agosto de 2017. Lutando por minutos no EFL Championship com o Stoke , ele decidiu se mudar para Ligue 1 clube Paris Saint-Germain um contrato de dois anos em agosto de 2018. Depois que seu contrato com o Paris Saint-Germain expirou, Choupo-Moting voltou à Bundesliga e ingressou no Bayern de Munique em outubro de 2020 por transferência gratuita.

## Títulos
Fonte:
Paris Saint-Germain
- Ligue 1: 2018–19, 2019–20
- Copa da França: 2019–20
- Copa da Liga Francesa: 2019–20

Bayern de Munique
- Copa do Mundo de Clubes da FIFA: 2020
- Campeonato Alemão: 2020–21, 2021–22 e 2022–23
- Supercopa da Alemanha: 2021